# Actaea allisoni
Actaea allisoni es una especie de crustáceo decápodo de la familia Xanthidae.